# Palazzo Trinci
Le Palazzo Trinci (en français : Palais Trinci) est une démeure patricienne bâtie dans le centre de Foligno en Italie centrale. En 2010, le palais est le siège d'un musée archéologique, d'un musée multimédia de tournois et de joutes et du Musée civique. Il expose aussi une galerie photographique de la ville.

## Histoire
Le Palazzo Trinci, qui fut la résidence de la famille Trinci qui a régné sur la ville de 1305 à 1439, a été construit sur un bâtiment médiéval par Ugolino III Trinci entre 1389 et 1407. 
Une stèle de sépulture romaine incorporée dans la construction indique la date 1407, probablement l'année du début des travaux qui ont été achevés en 1411. 
Après la défaite et la mort de Corrado III Trinci survenue en juin 1441, le palais devint le siège des Priori del Popolo et du gouvernement pontifical de Foligno.
À partir de ce moment, le bâtiment commença à se détériorer.
Déjà en 1458 le pape Pie II devait fournir 200 florins pour sa restauration et des épisodes similaires avaient lieu en 1475 avec le pape Sixte IV Della Rovere et en 1546 avec le pape Paul III Farnèse. 
À partir de 1578, la partie sud-ouest de l'édifice fut utilisée comme prison. L'escalier dans la cour est restauré en 1679 puis démoli en 1781. Au début XVIIIe siècle, une partie du bâtiment sud-ouest est transformée en théâtre. 
Le bâtiment subit de graves dommages provoqués par les tremblements de terre de 1831 - 1832 et des dommages mineurs en 1944 à la suite des bombardements de Foligno et du tremblement de terre de 1985.

## Description

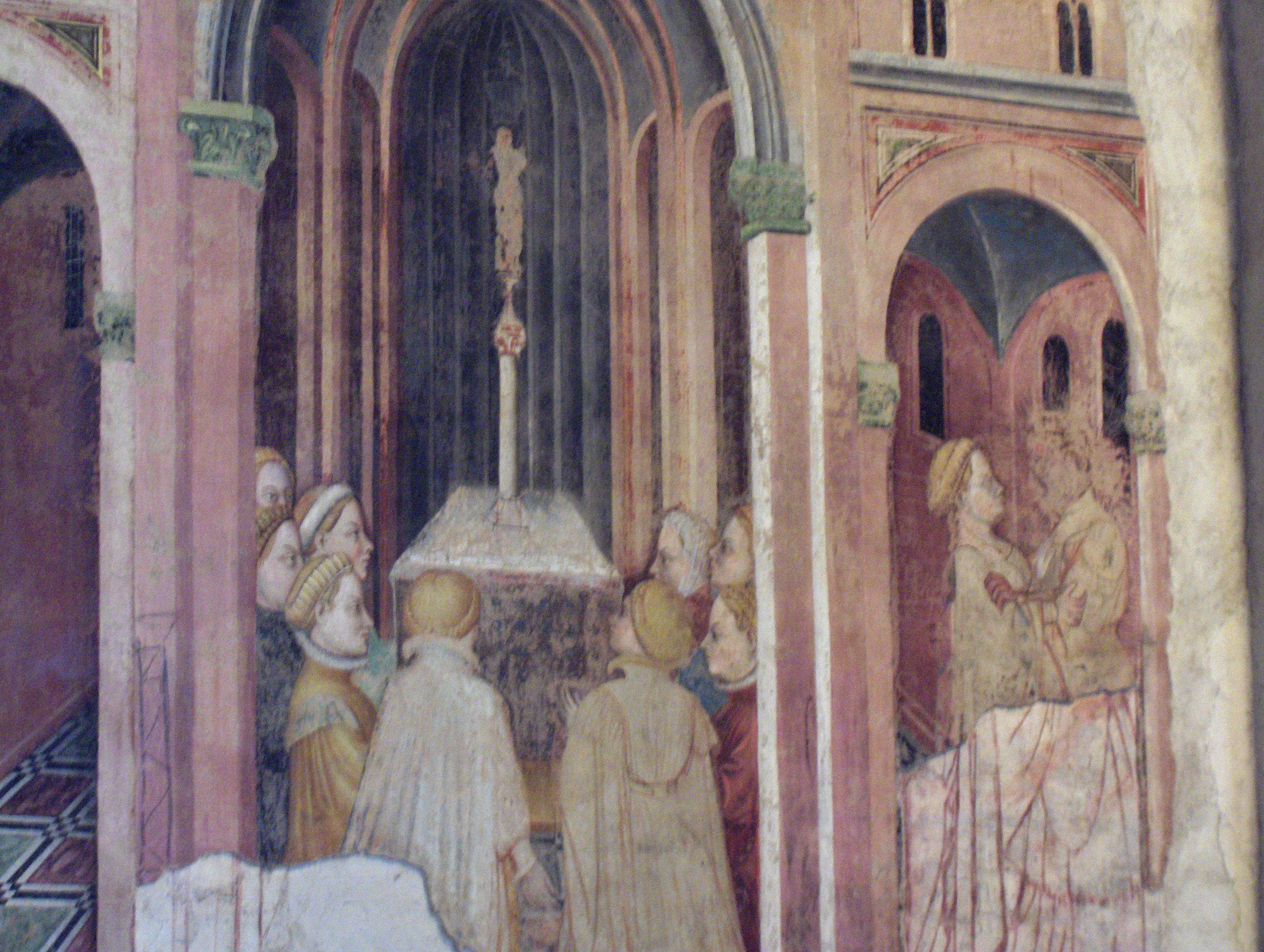
Rhea Silvia séduite par le dieu Mars.

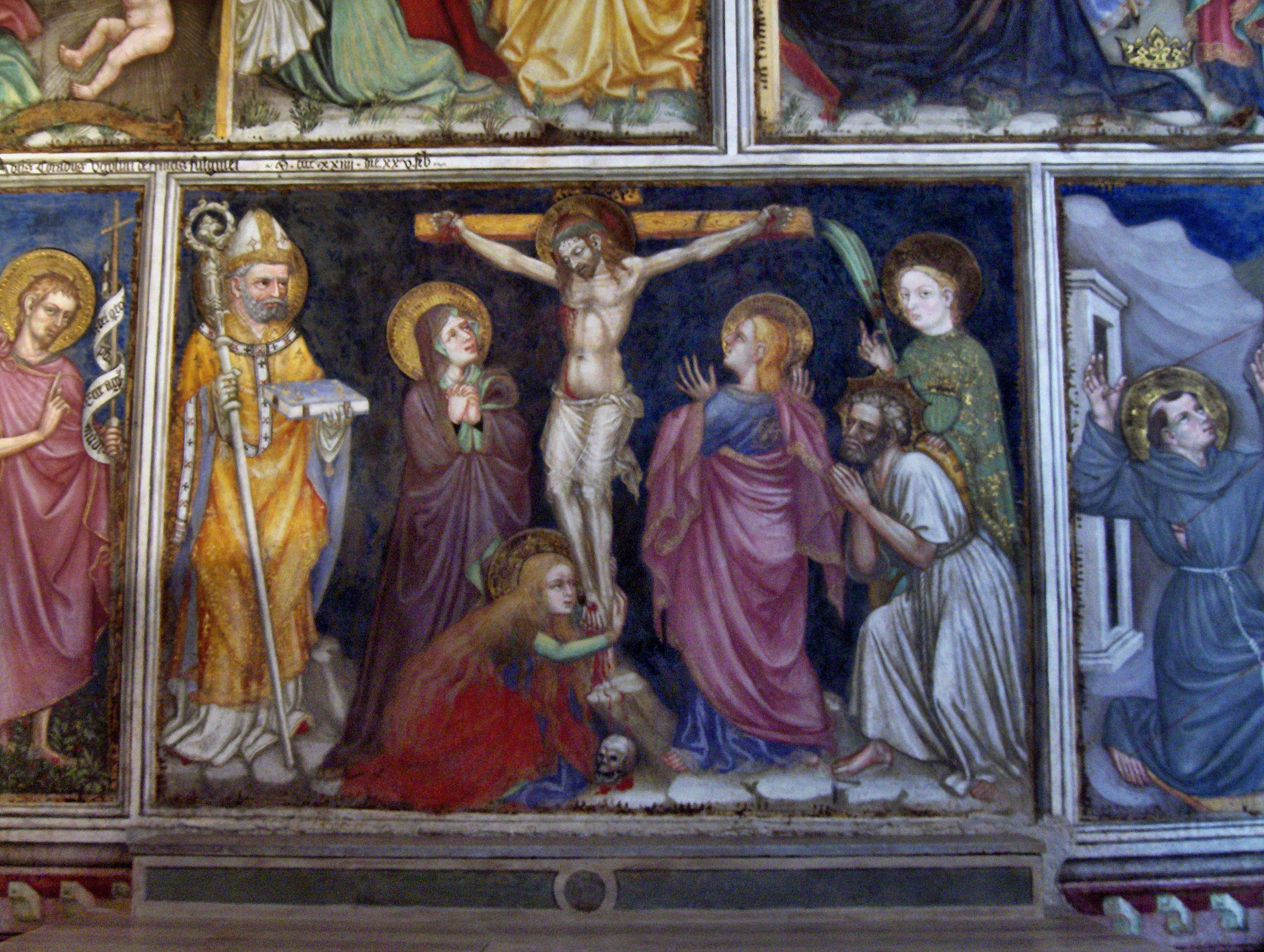
Crucifixion par Ottaviano Nelli.

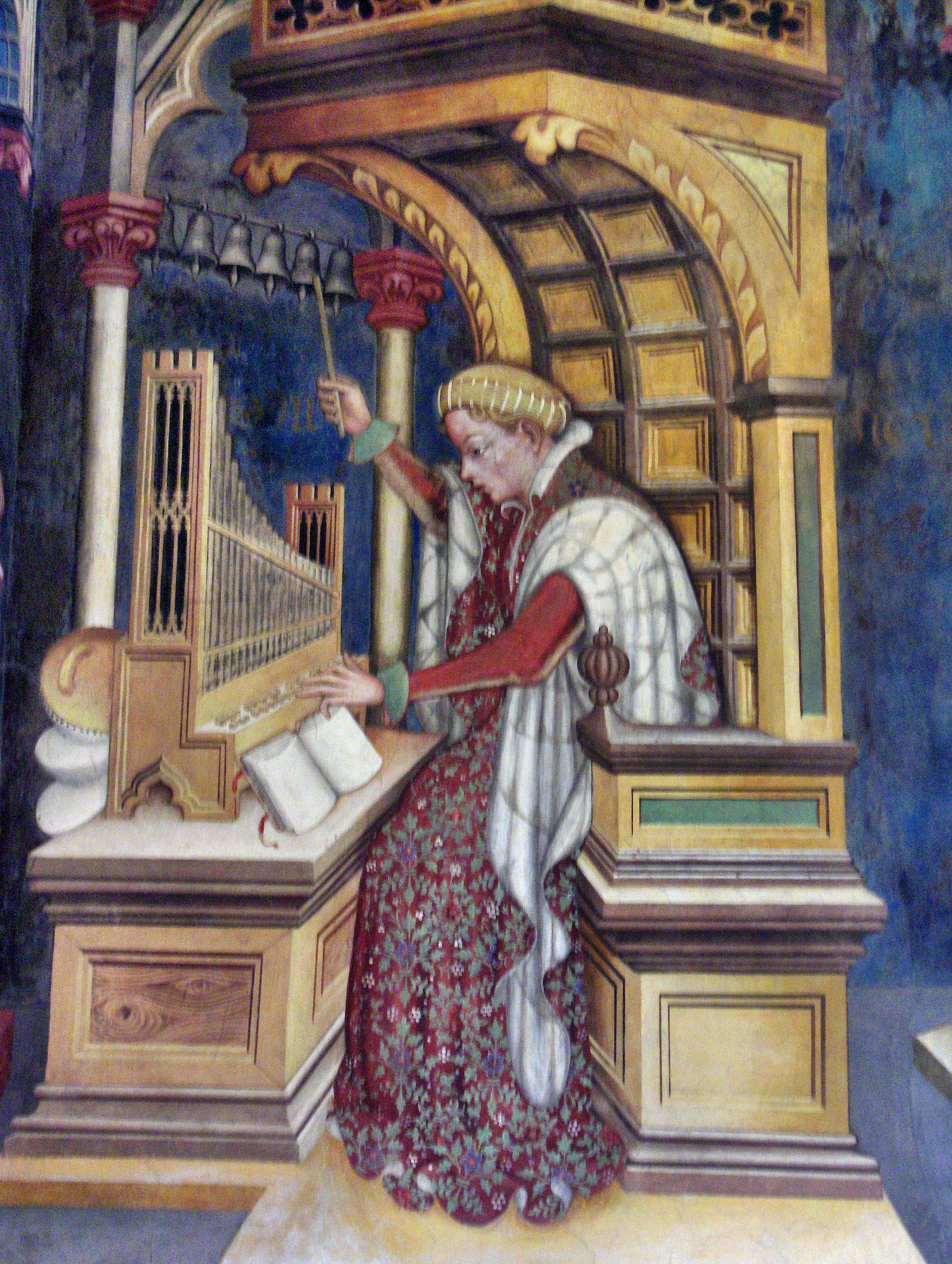
Musique.

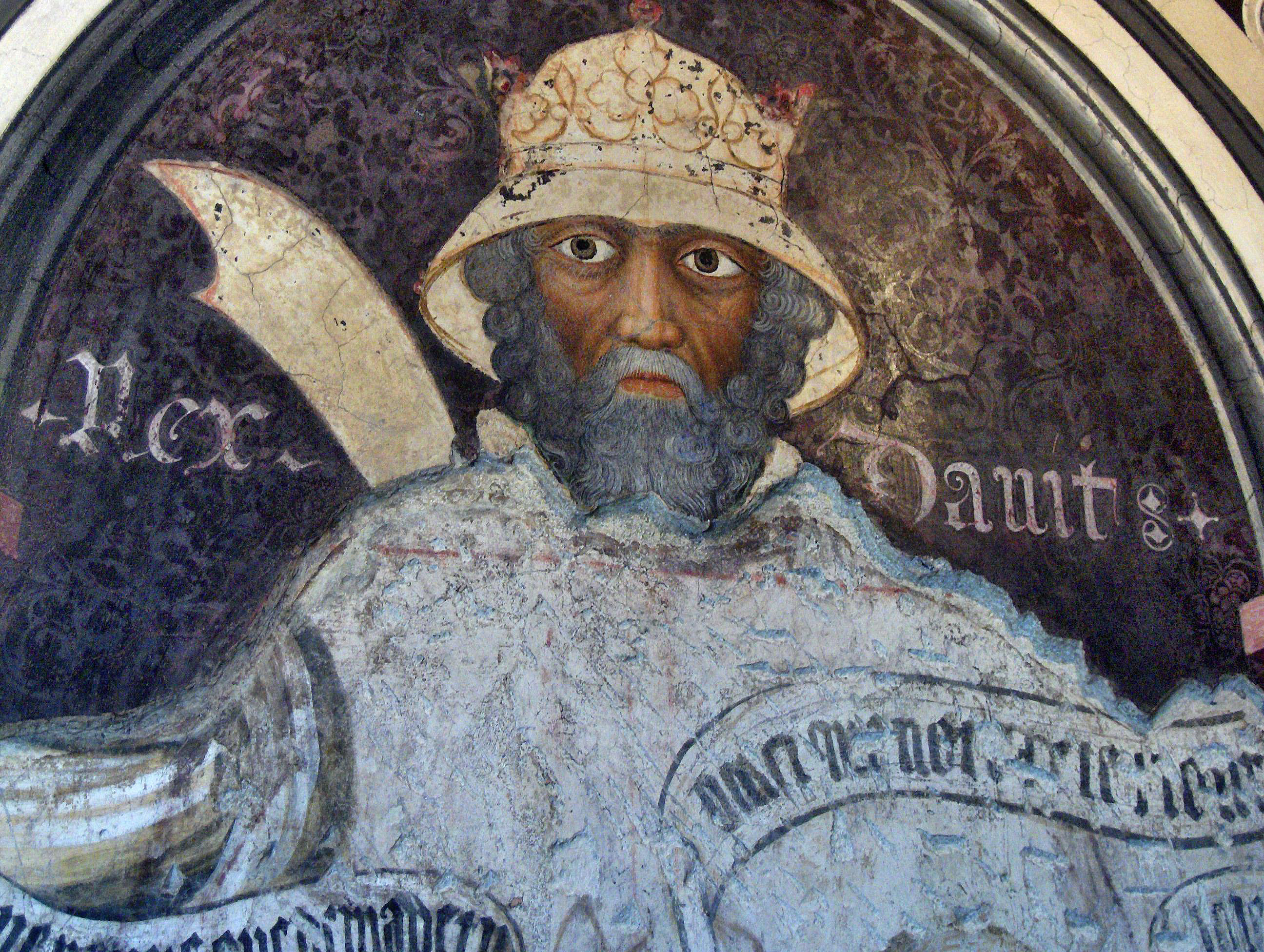
Le roi David des Neuf Preux.

La façade actuelle de style néoclassique a été réalisée entre 1842 et 1847 par Vincenzo Vitali sur un projet d'Odoardo Poggi, modifié par Sigismondo Ferretti. 
La cour intérieure à arcades reflète les problèmes rencontrés par les architectes qui, en voulant sauver autant que possible la structure préexistante, créèrent une transition entre le style roman et gothique du rez-de-chaussée et celui de la Renaissance des étages supérieurs. 
Le raide escalier gothique (« Scala Gotica ») fut construit sur trois voûtes romanes entre 1390 et 1400, quand le palais appartenait encore au riche marchand Giovanni Ciccarelli. 
La surface de cet escalier et les murs du cloître étaient à l'origine couverts de fresques, qui aujourd'hui ont presque complètement disparu. 
L'escalier, démoli en 1781 fut reconstruit par Cesare Bazzani en 1927. 

### Décoration
Toutes les fresques du palais, à l'exception de la chapelle, furent commandées par Ugolino III Trinci, mort en 1415. Leur exécution commença probablement en 1407. 
La conception de ces cycles de fresques vint probablement de Federico Frezzi, l'évêque de Foligno et auteur de Il Quadriregio, un poème de quatre royaumes Amour, Satan, les vices et les Vertus. Certaines de ces fresques furent peintes entre 1411 et 1412 par Gentile da Fabriano  avec l'aide de Jacopo Bellini. Les dessins sont de Gentile da Fabriano, mais la peinture fut presque entièrement réalisée par ses élèves. 
L'auteur des fresques fut identifié par Lodovico Coltellini, un érudit qui retrouva en 1780 deux reçus remis à Ugolino Trinci par Gentile da Fabriano pour la peinture des halls.

#### La loggia
La loggia est décorée de fresques décrivant la légende de la Fondation de Rome. Ces fresques sont déjà mentionnées dans des documents datant de 1405. 
Elles dépeignent la « Vestale Rhea Silvia, qui cède à l'amour du dieu Mars », la «  naissance de Romulus et Remus », « Faustulus apporte les jumeaux à sa femme Acca Larentia », « Rhea Silvia », le « siège de Albe la Longue », les « jumeaux et le roi Amulius ». Chaque épisode est expliqué par des vers en italien. 
Avec ces fresques, la famille Trinci suggère que sa lignée remonte jusqu'au fondateur de Rome. Le peintre de ces fresques est anonyme et le style est certainement différent de celui des fresques des autres salles du palais. 
Il peint avec des couleurs presque monochromes et avec un grand sens du récit anecdotique relevant une certaine similitude avec le Maître de la Vie de saint Benoît (en partie dans la Galerie des Offices, Florence et une partie dans le Museo Poldi Pezzoli, Milan).

#### La petite chapelle
La petite chapelle est entièrement décorée de fresques par Ottaviano Nelli (1421 - février 1424), décrivant seize scènes de la vie de la Vierge: « Anne et Joachim dans le Temple », « Annonciation à Joachim et Anne », « réunion de la Porta Aurea », « naissance de Marie », « mariage avec Joseph », « Annonciation », « Nativité », « Adoration des Mages », « présentation de Jésus au Temple », « annonce de la mort de Marie », « arrivée des apôtres », « mort de Marie », « funérailles » et « Assomption ». 
La fresque de la « Crucifixion » au-dessus de l'autel montre également l'archevêque Jacques de Voragine avec son livre de la Légende dorée dans la main. Cette fresque est flanquée de trois fresques de saints, l'un d'eux est le bienheureux Paoluccio Trinci, décédé en septembre 1390 ainsi que Saint François  recevant les stigmates. 
Beaucoup de ces chapelles de palais ont été consacrées à Marie au cours du XIIIe au XVe siècle. Ces fresques furent commandées par Corrado III Trinci qui a repris la politique de son père comme mécène des arts. Ces fresques religieuses constituent un ensemble rare qui mêle à la fois une iconographie humaniste et profane.

#### La salle des étoiles
La salle des arts libéraux et des planètes (« Salle des Étoiles ») tire son nom des fresques qui y sont peintes représentant les arts libéraux : le Trivium (grammaire, rhétorique, logique et philosophie) et le Quadrivium (musique, géométrie, astronomie et arithmétique) et les planètes: (Lune, Mars, Mercure, Jupiter, Vénus, Saturne et le Soleil, les deux derniers sont absents). L'autre côté de la salle montre les différents âges de l'homme (petite enfance, enfance, adolescence, jeunesse, âge adulte, la détérioration, la vieillesse, la décrépitude) ainsi que les heures du jour. 
L'ancien nom de la pièce était « chambre de la Rose », probablement en raison de la présence de roses, emblème de la famille Trinci, en haut de l'ensemble décoratif. 
La salle représente iconographiquement le meilleur de la culture médiévale. Il existe sept planètes, comme il y a sept âges de l'homme, chacun sous l'influence d'une planète. Cette influence des planètes est plus forte à certains moments de la journée, de même que l'homme reçoit un enseignement différent à chaque âge de sa vie. La disposition des astres ne correspond pas à la position réelle des planètes dans le ciel, mais suit la chronologie des jours de la semaine. 

#### La salle des géants
Les impressionnantes fresques de la salle des empereurs ou salle des géants représentent les chefs, les héros et les empereurs de la Rome antique, somptueusement habillés de vêtements de la Renaissance.
La pratique décorative des murs de palais avec des séries d'hommes illustres est largement répandue au Moyen Âge et continue pendant une bonne partie du XVIe siècle.
Ces peintures, destinées à rehausser la gloire et l'importance du propriétaire du palais, sont exécutées en style gothique tardif étaient déjà mentionnées dans un document datant de 1417. 
Elles représentent Romulus, Jules César (perdu), l'empereur Auguste, Tibère, Lucius Furius Camillus, Gaius Fabricius Luscinus,  Manius Curius Dentatus, Titus Manlius Torquatus, Cincinnatus, 
Marcus Claudius Marcellus, Scipion l'Africain, Caius Mucius Scaevola, Caton d'Utique, Marius, Publius Dèce, Néron, Fabius Maximus, Caligula, Pompée et Trajan (les trois derniers sont perdus). Chaque figure est illustrée par une épigramme en latin. Tous, sauf Caligula, sont des modèles positifs. Ces fresques ont trait au style d'Ottaviano Nelli.
La conception de ces fresques revient à l'humaniste Francesco da Fiano (1350- v.1421), qui s'inspira du modèle des biographies d'hommes célèbres anciens (De viris illustribus) de Petrarque, utilisés dans la décoration (aujourd'hui perdue) dans la grande salle du palais Carrara (« Loggia dei Carraresi ») à Padoue.
Certains artefacts archéologiques sont également exposés dans cette salle, notamment une dalle de marbre représentant un quadrige de course dans le Circus Maximus de Rome.

#### La salle Sixte IV
La salle de Sixte IV était à l'origine une vaste salle ouverte sans toiture. 
En 1476, tandis que Rome était frappée par la peste, le pape Sixte IV dormit au palais Trinci. 
L'emblème pontifical est encore visible sur le plafond en bois de cette salle et de la salle de l'Hôtel de Empereurs. La salle fut réaménagée durant le règne du pape Paul IIIe Farnèse (1535 - 1546), probablement par les peintres Lattanzio Pagani et son assistant Dono Doni. La frise des histoires mythologiques est probablement leur œuvre. 
La salle de Sixte IV est un exemple important du nouveau style maniériste de Giorgio Vasari qui a subi l'influence romaine. 
Le mur du couloir qui relie le palais à la cathédrale de San Feliciano est décoré de fresques représentant les héros de l'Antiquité (« Ciclo dei Prodi »). 
Ces fresques représentent des héros romains (Romulus, Scipion l'Africain) et neuf héros de la tradition médiévale française, les Neuf Preux . 
Ceux-ci sont issus de l'histoire juive (Josué, le Roi David et Judas Maccabée), de l'histoire païenne (Hector (perdu), Jules César, Alexandre le Grand) et de l'histoire chrétienne (le Roi Arthur, Charlemagne et Godefroi de Bouillon, les deux derniers sont perdus)

#### La pinacothèque
Certaines salles du palais font office de pinacothèque et conservent des œuvres picturales de l'école de Foligno (« Scuola Folignate »). 
On y trouve des peintures de Pietro di Giovanni Mazzaforte (actif entre 1440-1495), Bartolomeo di Tommaso (vers 1409-1453), Nicolò di Liberatore dit « L'Alunno » (actif entre 1457-1502), de son fils Lattanzio, de Pierantonio Mesastris (actif entre 1457-1506), de Ugolino di Gisberto (actif entre 1479-1499), ainsi que d'autres artistes ayant subi l'influence de Benozzo Gozzoli, de peintres de l'école de Giovanni di Pietro dit « Lo Spagna », de Bernardino di Mariotto et de Dono Doni.
La quasi-totalité de la collection est constituée de fresques détachées provenant d'églises déconsacrées ou démolies.
Un salon du rez-de-chaussée accueille le Musée Archéologique dont les pièces ont été rassemblées par l'humaniste Francesco da Fiano avec le soutien des Trinci et constitua à Foligno l'un des premiers musées d'antiquités italien. 
Le Palais accueille aussi l' « Archivio Notarile Mandamentale », la section « Archivio di Stato » et la bibliothèque communale.

### Sources
- Valle Umbria : History, art, culture and tradition, Servizio Turistico Associato, Foligno, sixième édition, 2006
- Valle Umbria : Musées, théâtres, bibliothèques, Servizio Turistico Associato, Foligno.
- John E. Law, Il Palazzo Trinci di Foligno, Renaissance Studies, april 2008, vol 22, issue 2, p. 282–284.